# Muscat de Saint-Jean-de-Minervois
Le muscat de Saint-Jean-de-Minervois est un vin doux naturel d'appellation d'origine contrôlée produit sur le seul territoire de la commune de Saint-Jean-de-Minervois, située dans le département français de l'Hérault en région Occitanie.

## Historique
Ce muscat est protégé par une appellation d'origine contrôlée selon un décret pris le 10 novembre 1949 par l'INAO et paru au Journal officiel le 15 novembre 1949. Ce décret a été abrogé et remplacé par le décret no 2009-1231 du 13 octobre 2009.

## Étymologie
Le Minervois (Menerbès en occitan) correspond, géographiquement et étymologiquement, au Pagus Minerbensis de l'époque carolingienne, le « pays de Minerve » entourant le village de Minerve.
Ce dernier tire son nom de la racine celtique men, la pierre (comme dans menhir) et pas du nom de la déesse romaine Minerve.

## Situation géographique
La commune de Saint-Jean-de-Minervois est située au cœur du Minervois, pays de basses collines qui s'étend de la Montagne Noire au fleuve Aude.

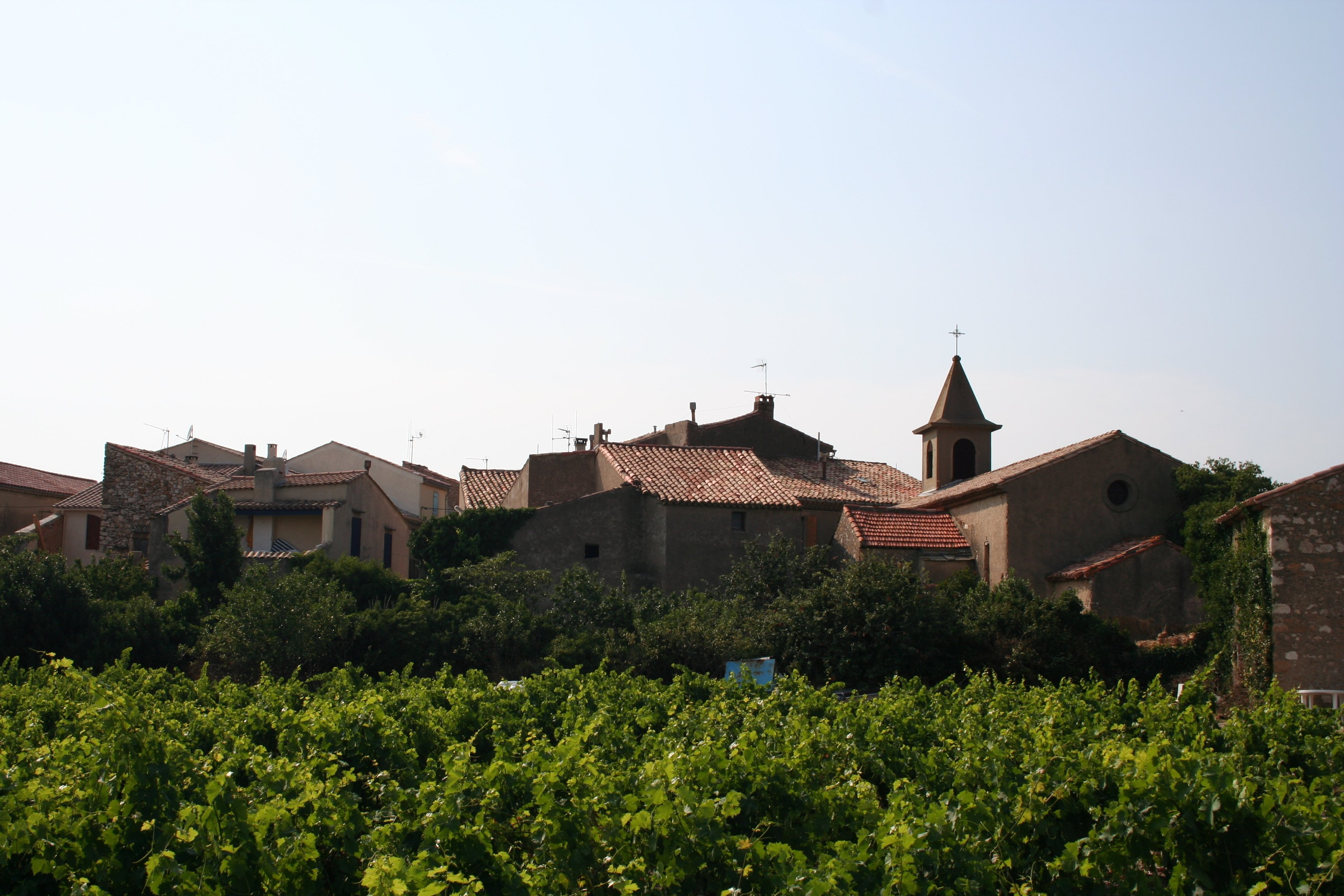
Saint-Jean-de-Minervois et son vignoble.

## Vignoble

### Présentation
Le vignoble pouvant produire le muscat est limité au territoire de la seule commune de Saint-Jean-de-Minervois.
Le terroir est constitué de plateaux calcaires très caillouteux, chauds et d'une altitude relativement élevée (entre 250 et 280 m).

### Encépagement
Pour l'élaboration de ce vin doux naturel, le seul cépage admis est le muscat blanc à petits grains.

### Méthodes culturales
Les vignes produisant le muscat de Saint-Jean-de-Minervois doivent être taillées à deux bourgeons francs au maximum au-dessus du bourrillon.

### Vinification et élevage
Pour avoir droit à l'appellation de « muscat de Saint-Jean-de-Minervois », les vins doivent être obtenus avec des moûts possédant obligatoirement une richesse en sucre correspondant à 14 degrés d'alcool en puissance dans lesquels a été fait en cours de fermentation un apport de 5 % au minimum et de 10 % au maximum d'alcool titrant au moins 90°, donnant aux vins faits un minimum de 15° en présence d'un excès minimum de sucre naturel de 125 grammes par litre.

### Type de vins et gastronomie
La sauce au vin muscat est l'une des nombreuses déclinaisons culinaires de ce vin doux naturel. Ses arômes muscaté et de raisin frais le font aussi intervenir dans la préparation de cocktails, amuse-gueules, potages, entrées, poissons et crustacés, volailles et viandes, légumes et desserts.